# Clan Butter

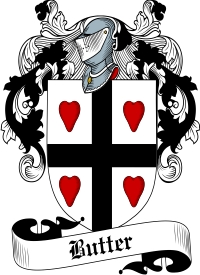
Wappen der Herren von Faskally

Butter ist der Name eines schottischen Clans, der aus Perthshire stammt. Die frühste Erwähnung des Clans stammt aus dem Jahre 1331. Der einstige Stammsitz Faskally House liegt in den südlichen Highlands nördlich von Pitlochry in der heutigen Unitary Authority Perth and Kinross. Der Clan hat keinen durch den Lord Lyon King of Arms anerkannten Chief, weshalb er als Armigerous Clan gilt.

## Namensherkunft und Beschreibung
Der Name leitet sich aus dem gälischen Wort „bathar“ (= Straße für Vieh) ab. Veränderungen im Laufe der Jahrhunderte ergaben verschiedene Schreibweisen des Namens. Hierzu zählen: „Buttir“, „Buttyr“, „Buttar“, „Butter“, „Butters of Gorma(c)k/Gormo(c)k)/Pitlochry“.

### Wappen und Motto
Das Motto des Clans lautet DIRIGET DEUS (= Gott wird leiten).
Das Motiv bezieht sich offenbar auf die Praxis des Bogenschießens. Das Wappen des Clan Butter besteht aus zwei Händen, die einen Bogen und gezeichneten Pfeil halten. Die Mitglieder des Clans Butter waren Septs des Clan Murray of Atholl.

## Erwähnung von Clan-Mitgliedern in historischen Quellen
- William Butyr und Patrick Buttir werden 1360 in Beiträgen aus Gowrie, Perthshire erwähnt.
- William Butter erhielt 1390 das Landgut Gormack und Tullyedzie.[2]
- William Butter vererbte Gormack im Jahre 1434 Finlay Butter.
- Johnne und  Williame Buttir werden 1554 werden mit über 30 anderen Personen, des gemeinschaftlichen Mordes an Williame Drummond und seinem Sohn, angeklagt.
- John Buttir von Gormok wurde 1654 als Rebell denunziert.

Eine gesicherte Stammreihe des Clans „Butter of Gormock“ beginnt mit Patrick Butter.

## Ehemalige Besitzungen
Der Clan Butter (of Gormock) erschien 1331 als Grundbesitzer im District Perthshire. 1778 kaufte Henry Butter von Pitlochry, Faskally. Das Faskally House wurde als Sitz des Clan Butter auf dem Gut erbaut. In den Jahren 1829–1831 wurde das Haus umfangreich umgebaut und erweitert. Die Jahreszahl 1831 ist über der Eingangstüre in Stein gemeißelt. Das Familienwappen ziert die Decke der Eingangshalle.

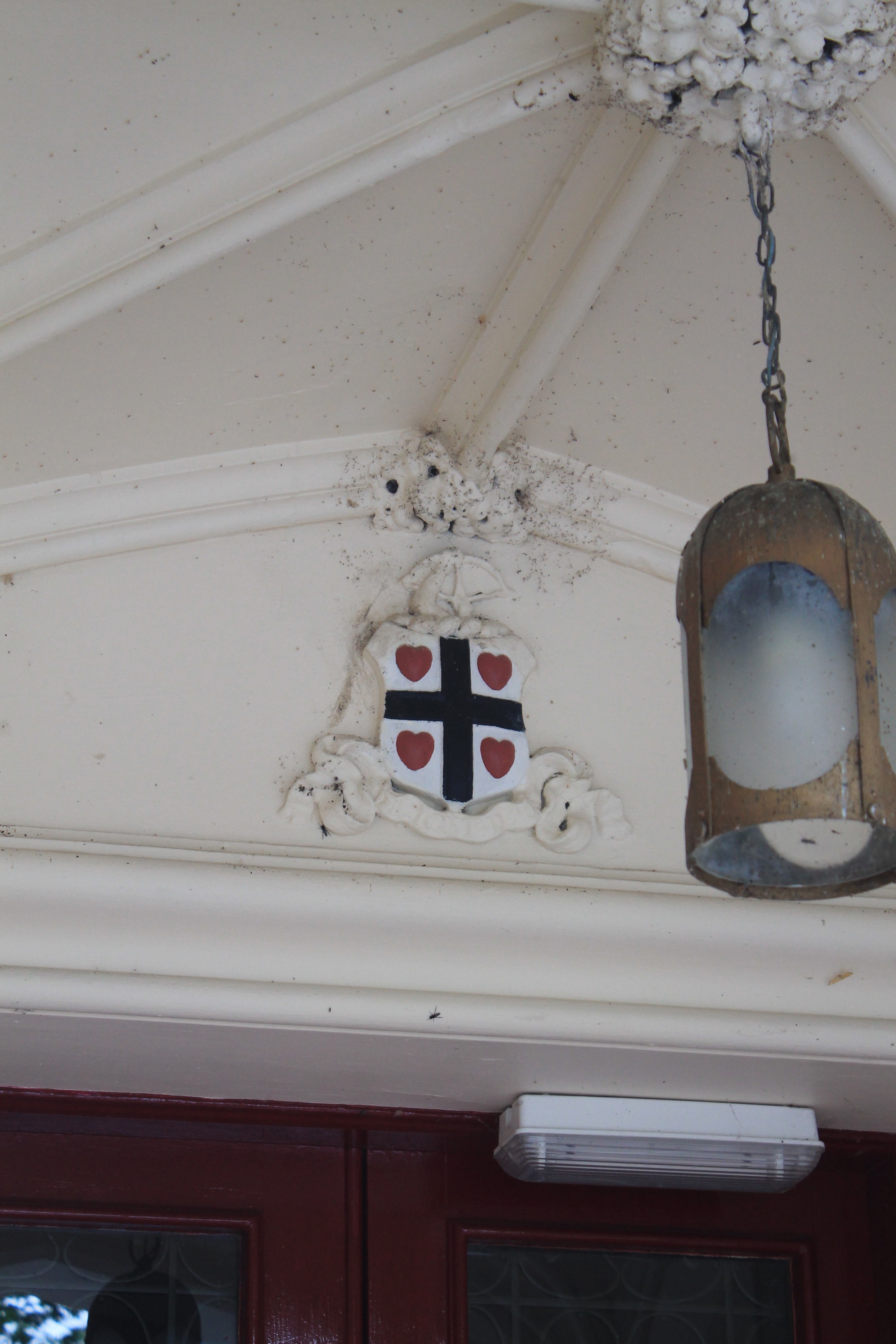
Faskally House Foyer
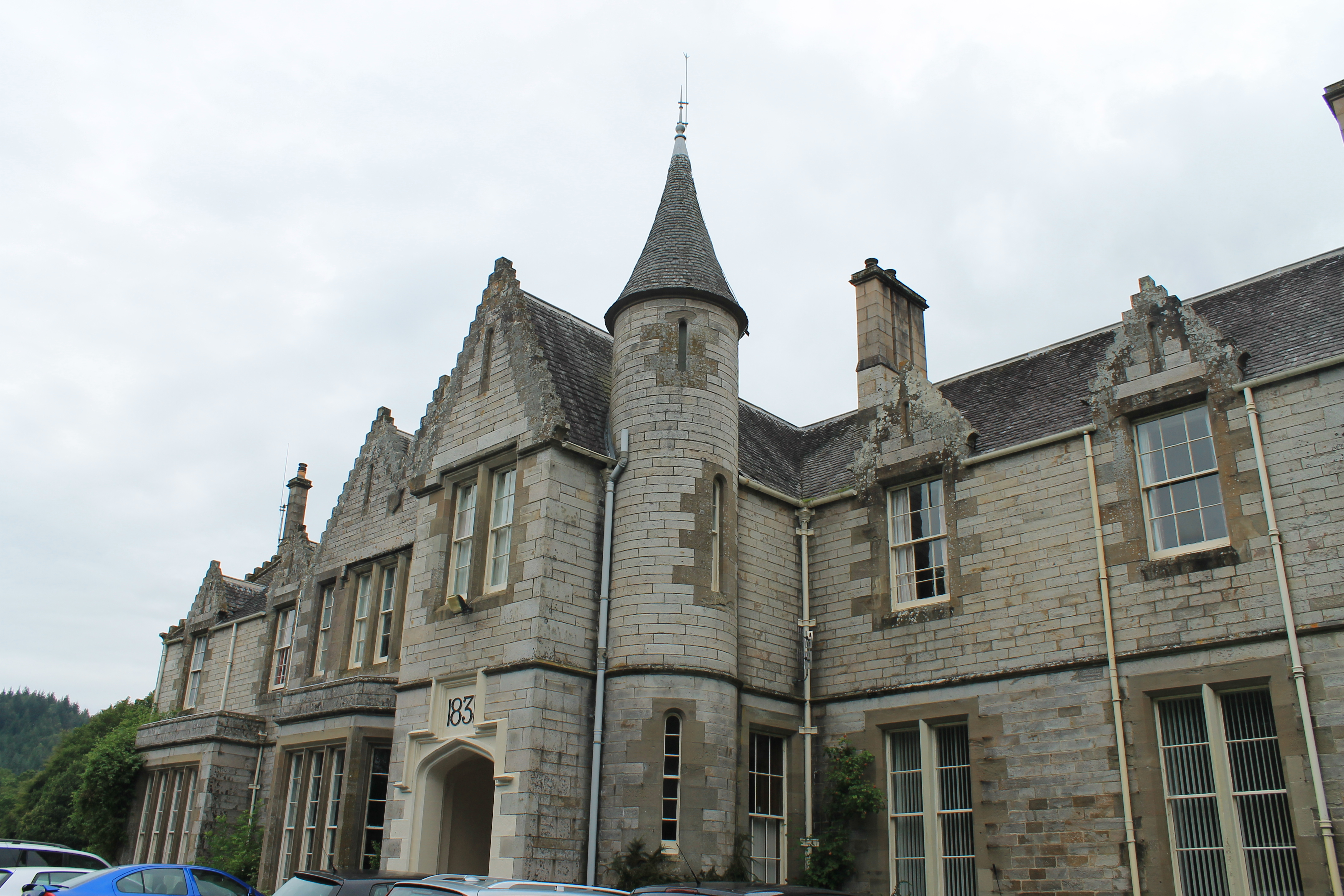
Faskally House Front
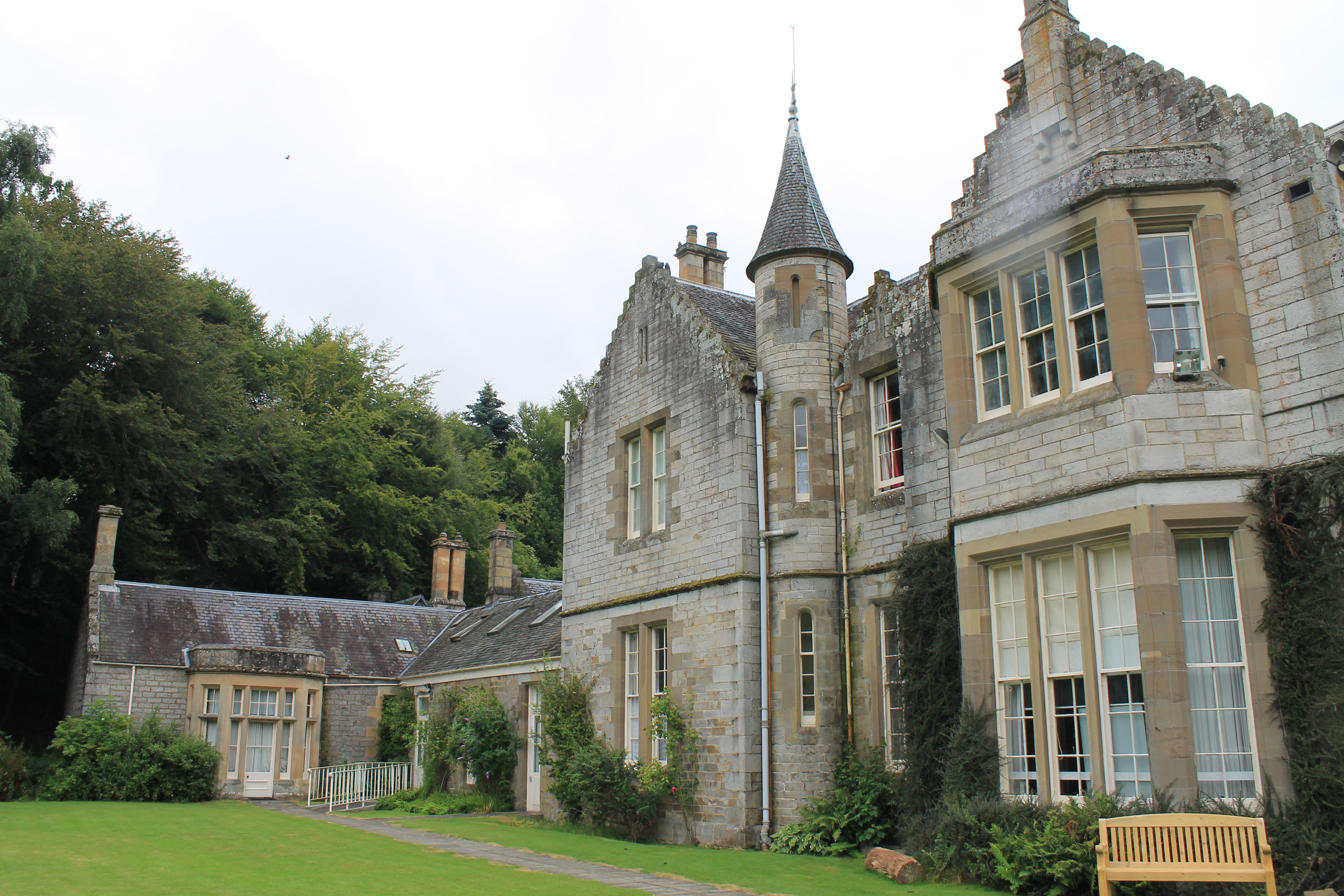
Faskally House Rückseite

In den 1950er Jahren wurde das Haus als Schule der Forst-Kommission genutzt. Später wurden dort Laboratorien für die staatliche Behörde für Binnenfischerei untergebracht. Derzeit beherbergt Faskally House ein christliches Schullandheim.